# Eskişehirspor
Eskişehirspor Kulübü je turecký fotbalový klub z města Eskişehir. Založen byl roku 1965. Ihned po svém vzniku začal hrát nejvyšší tureckou soutěž, a to nečekaně úspěšně - třikrát v krátké době obsadil druhé místo (1968–69, 1969–70, 1971–72), navíc v sezóně 1970–71 vyhrál turecký fotbalový pohár. Roku 1982 však spadl do druhé ligy a nikdy poté již nedosáhl bývalé výkonnosti, přestože se do 1. ligy pravidelně vrací (1984–89, 1995–96, 2008–dodnes).

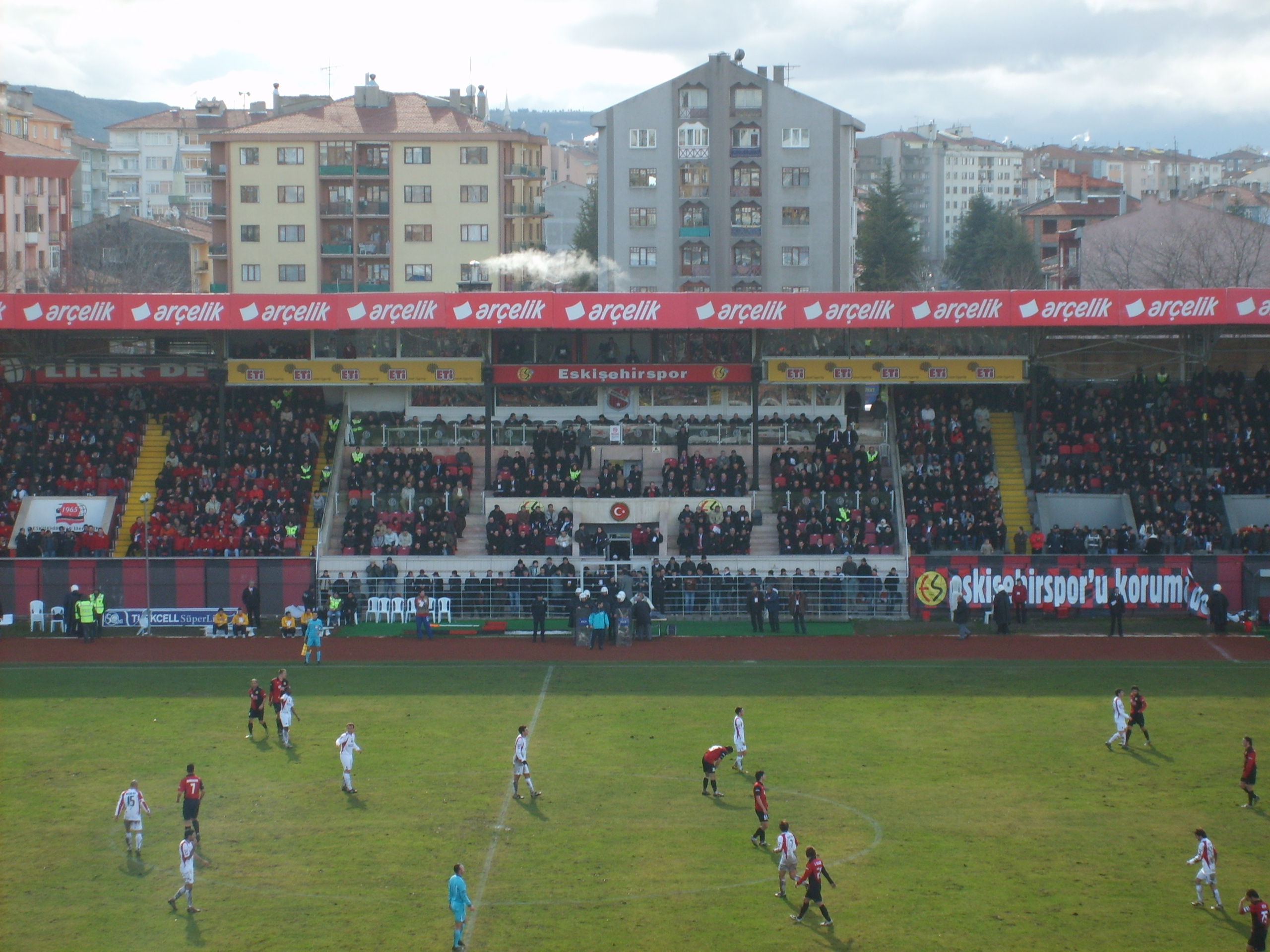
Stadion klubu (zápas Eskişehirspor-Gençlerbirliği SK 14. února 2009)

## Výsledky v evropských pohárech

### Pohár vítězů pohárů
| Sezóna  | Kolo |               | Soupeř               | Doma | Venku | Celkem |
| ------- | ---- | ------------- | -------------------- | ---- | ----- | ------ |
| 1971–72 | 1.   | Finsko        | Mikkelin Palloilijat | 4-0  | 0–0   | 4-0    |
| 1971–72 | 2.   | Sovětský svaz | Dynamo Moskva        | 0-1  | 0–1   | 0-2    |

### Pohár UEFA
| Sezóna  | Kolo |                 | Soupeř               | Doma | Venku | Celkem |
| ------- | ---- | --------------- | -------------------- | ---- | ----- | ------ |
| 1970–71 | 1.   | Španělsko       | FC Sevilla           | 3-1  | 0–1   | 3-2    |
| 1970–71 | 2.   | Nizozemsko      | FC Twente            | 3-2  | 1–6   | 4-8    |
| 1972–73 | 1.   | Itálie          | ACF Fiorentina       | 1-2  | 0–3   | 1-5    |
| 1973–74 | 1.   | Západní Německo | 1. FC Köln           | 0-0  | 0–2   | 0-2    |
| 1975–76 | 1.   | Bulharsko       | Levski-Spartak Sofia | 1-4  | 0–3   | 1-7    |